# Беліз (футбольний клуб)
Футбольний клуб «Беліз» (англ. Football Club Belize) — колишній професійний белізький футбольний клуб, який грав у Прем'єр-лізі Белізу. Клуб базувався в місті Беліз, був заснований у 2005 році, та розформований у 2015 році у зв'язку із фінансовими проблемами та смертю власника Лайонела Велча, що змусило команду знятися зі змагань. Домашній стадіон клубу «МКК Граунд» був закритий у червні 2014 року Національною спортивною радою Белізу, а клуб «Беліз» після цього грав домашні матчі на стадіоні «Луїзіана Футбол Філд» в Ориндж-Волку.

## Титули і досягнення
- Чемпіон Белізу (2): 2006, 2007